# IC 10
IC 10 ist eine irreguläre Zwerggalaxie im Sternbild Kassiopeia am Nordsternhimmel. Die Galaxie ist Teil der Lokalen Gruppe, der auch die Milchstraße angehört. Das „IC“ im Namen steht für den Index-Katalog, einen Ende des 19. / Anfang des 20. Jahrhunderts veröffentlichten astronomischen Katalog von galaktischen Nebeln, Sternhaufen und Galaxien. IC 10 ist eine sehr junge Galaxie mit hochaktiver Sternentstehung und die der Erde nächste Starburstgalaxie.

## Entdeckungsgeschichte und Verortung
IC 10 wurde am 8. Oktober 1887 von dem US-amerikanischen Astronomen Lewis A. Swift entdeckt und 1935 als extragalaktisches Objekt identifiziert. Da die Galaxie nur rund drei Grad entfernt von der galaktischen Ebene liegt, sind optische Beobachtungen schwierig, und es dauerte Jahrzehnte, bis dieses Objekt genau verortet werden konnte: Bereits Edwin Hubble vermutete, dass es sich um eine Galaxie in der Lokalen Gruppe handeln könnte, der auch die Milchstraße mit dem Sonnensystem angehört. Konkrete Anhaltspunkte dafür konnten allerdings erst 1962 gewonnen werden, in Form von Messungen der Radialgeschwindigkeit des Objekts, die Hubbles Annahme bestätigten.  Nachfolgende optische Beobachtungen der H-II-Gebiete der Galaxie bestätigten die vergleichsweise geringe Entfernung dieser Galaxie von unserer eigenen.
Erst im Jahre 1996 konnte die Zugehörigkeit zur Lokalen Gruppe endgültig etabliert werden. Dafür waren im Laufe von elf Jahre währenden Beobachtungen eine Reihe veränderlicher Sterne in der Galaxie nachgewiesen worden, unter anderem so genannte Cepheiden, bei denen sich aus der Periode der Helligkeitsänderungen auf die absolute Helligkeit und so, im Vergleich mit der beobachteten scheinbaren Helligkeit, auf die Entfernung schließen lässt.
Zudem stellte sich heraus, dass IC 10 eine Begleitgalaxie der Andromedagalaxie ist.

## Eigenschaften
Seit den 1980er Jahren ist die Frage nach der Art und Anzahl der in dieser Galaxie vorhandenen Sterntypen Gegenstand der Forschung.  Im Vergleich mit anderen Galaxien bilden sich in IC 10 vergleichsweise viele neue Sterne. Außerdem enthält diese Galaxie unerwartet viele Wolf-Rayet-Sterne; massereiche Sterne in der Spätphase der Sternentwicklung. IC 10 ist damit die der Erde nächste Starburstgalaxie.
Beobachtungen des nicht ionisierten Wasserstoffes in der Galaxie (H-I-Regionen) deuten darauf hin, dass IC 10 nach wie vor im Entstehen begriffen ist: Die Galaxie zieht nach wie vor Gas aus den umliegenden Raumregionen zu sich (Akkretion); im Galaxieninneren hat der Sternwind von aktiven, massereichen Sternen Hohlräume geschaffen, an deren äußeren Grenzen Sterne der nächsten Generation gebildet werden. Die Galaxie befindet sich offenbar in einer Sternentstehungsphase, die erst vor einigen Zehnmillionen Jahren eingesetzt hat. Weiteres Anzeichen für das geringe Alter der Galaxie ist das Fehlen der Spuren von Supernova-Explosionen.